# Museu Arqueològic de Siracusa

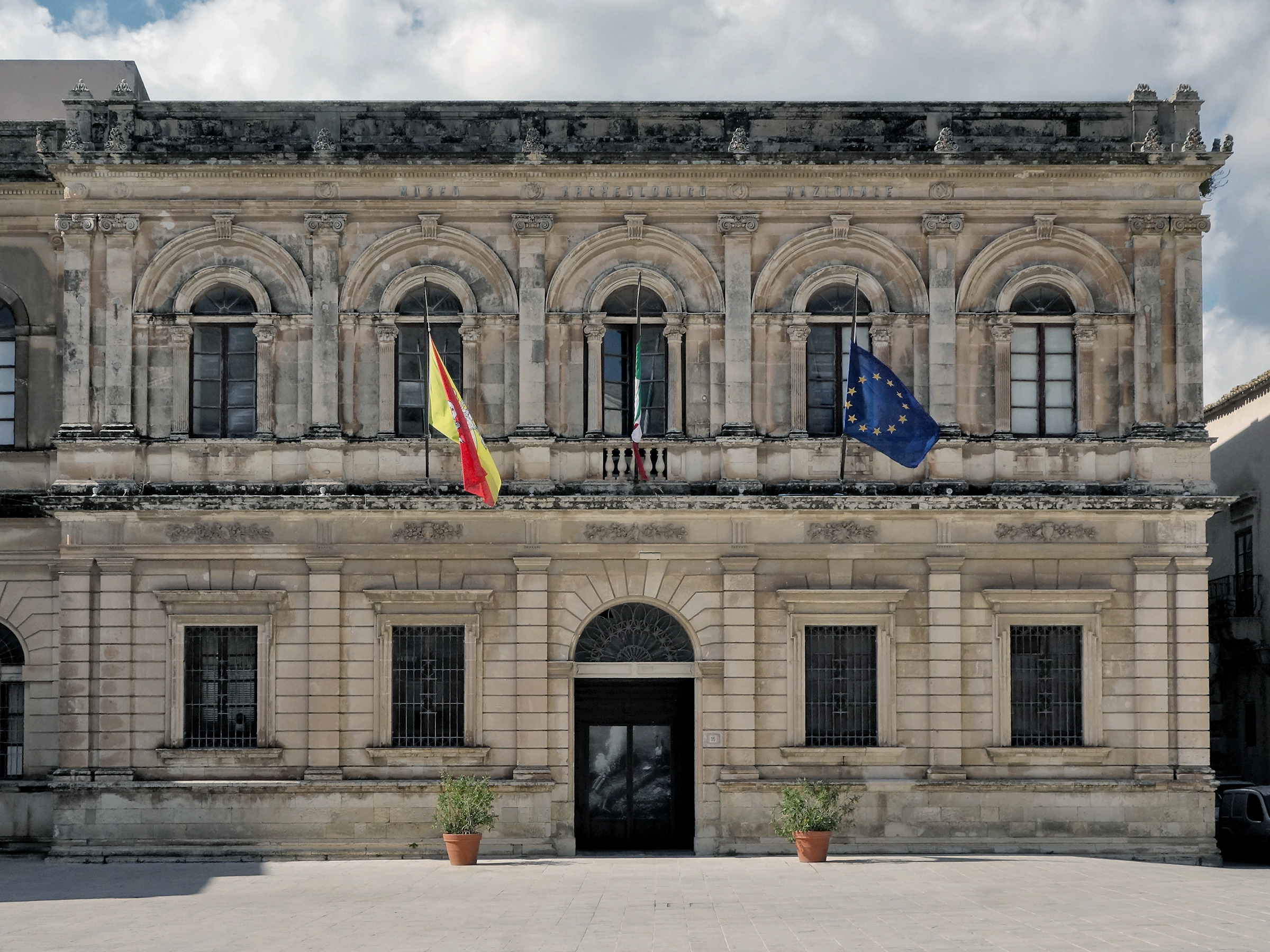
Museu Arqueològic de Siracusa

El Museu Arqueològic Paolo Orsi de Siracusa, a Sicília, és un dels principals museus arqueològics europeus.

## Història

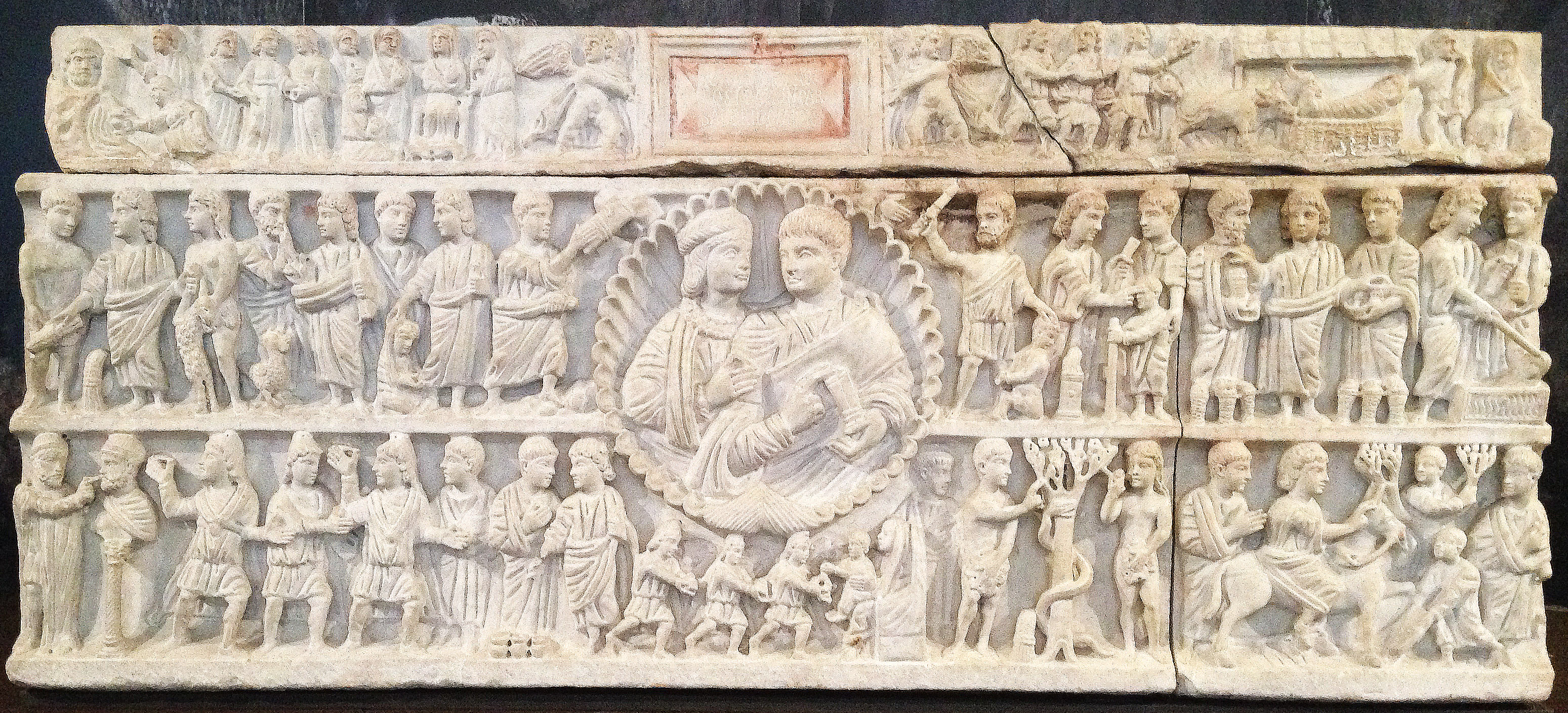
Sarcòfag d'Adèlfia, una de les obres més famoses del Museu Arqueològic de Siracusa

Al 1780 el bisbe Alagona inaugura el Museu del Seminari, que es va convertir en el Museu Cívic, prop de la casa de l'arquebisbe, al 1808. Un reial decret del 17 de juny 1878 sanciona la creació del Museu Nacional Arqueològic de Siracusa, que tardà a inaugurar-se fins al 1886, en la ubicació històrica de la plaça de la Seu.
De 1895 a 1934 Paolo Orsi va dirigir el museu, però el creixent nombre de troballes en necessitava una ampliació al jardí de la Vil·la Landolina. El nou espai, dissenyat per l'arquitecte Franco Minissi, s'inaugura el gener de 1988, amb dues plantes. Inicialment, només un pis i un soterrani de 3.000 m² que albergava un auditori estaven oberts al públic.
El 2006 s'inaugura una nova àrea d'exhibició al pis superior, dedicada al període clàssic.
En acabant, al 2014, s'obrin altres espais nous que permeten mostrar el Sarcòfag d'Adèlfia i altres troballes de les catacumbes de Siracusa.

## Museu
El museu conté artefactes prehistòrics, grecs i romans procedents d'excavacions a la ciutat i altres llocs de Sicília. L'espai es divideix en quatre sectors (A-D) i una àrea central que explica la disposició de les exhibicions del museu i la seua història.

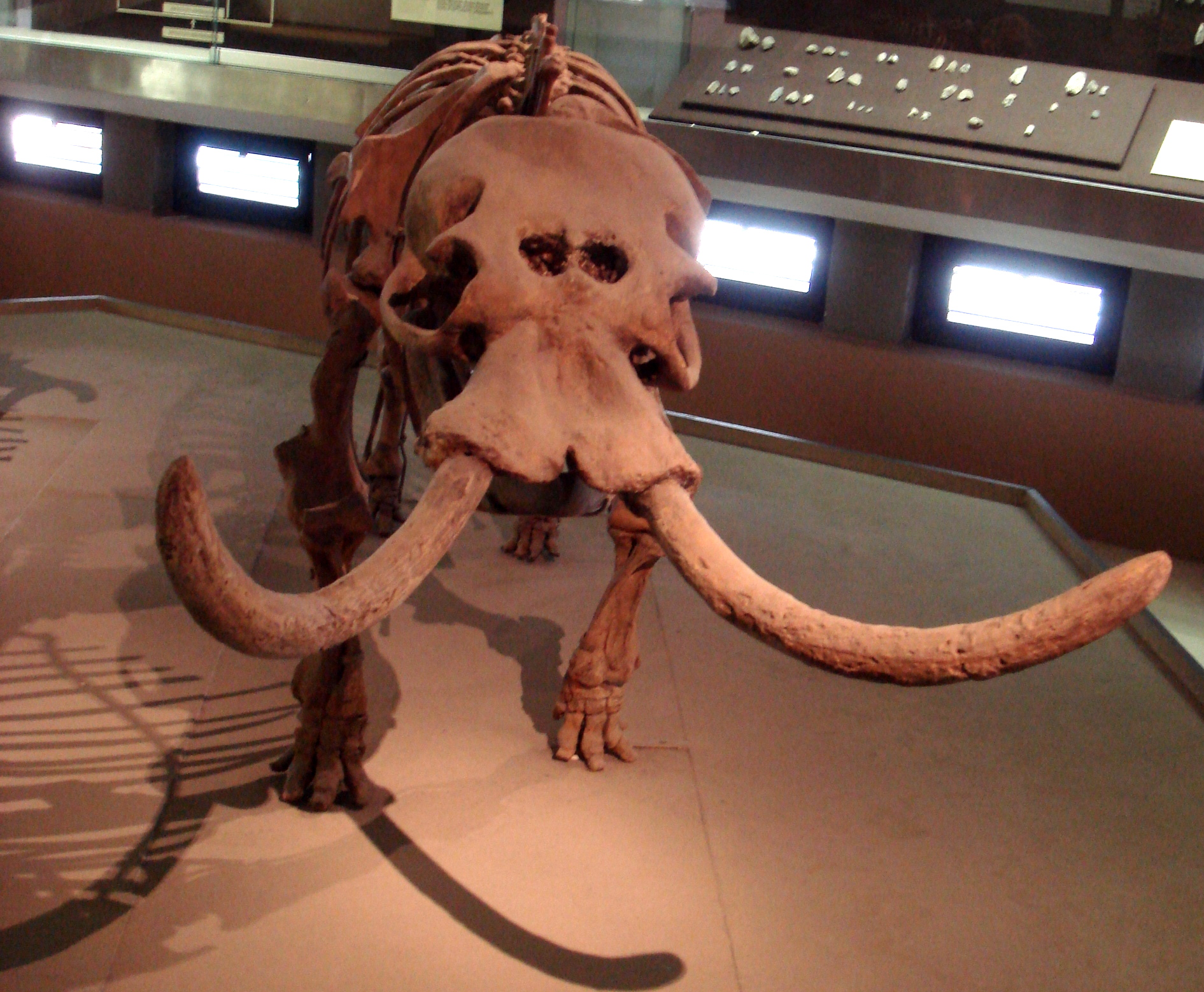
Elefant nan, del sector A del Museu Arqueològic Paolo Orsi de Siracusa

### Sector A
El sector A es dedica a la prehistòria (del Paleolític a l'edat del ferro) amb una exposició de roques i fòssils que donen testimoniatge dels animals trobats a Sicília i que daten del Quaternari. El precedeix una àrea que mostra les característiques geològiques de la Mediterrània i de les muntanyes Hiblees.

### Sector B
Al sector B, dedicat a les colònies gregues de Sicília del període jònic i dòric, cal destacar:
- Un curos sense cap trobat a Leontins del segle v aC
- Un ós kourotrophos, una estàtua femenina sense cap amb dos bessons, trobada a la colònia de Mègara Hiblea.[2]
- Estàtues votives de Demèter i Core i una gòrgona de la colònia de Mègara Hiblea.
- Un cap de curos provinent de Centuripe.

### Sector C
A la zona C hi ha artefactes de les colònies de Siracusa: Acres (fundada al 664 aC), Càsmenes (644 aC), Camarina (598 aC) i Heloros, però també d'altres ciutats importants com Gela i Acragant.

### Sector D
El sector D, a la planta superior i inaugurat el 2006, conté troballes dels períodes hel·lenístic i romà: dues de les obres més famoses del museu: el sarcòfag d'Adèlfia i la Venus Anadyomene, coneguda com a Venus Landolina, pel lloc on es descobrí, a Siracusa, el 1804, descrita per l'erudit Bernabò Brea. A la planta inferior hi ha una col·lecció numismàtica de les més importants de Sicília.

## Vil·la Landolina
Prop de l'antiga Vil·la Landolina, es pot visitar el parc de davant amb les troballes de l'època grega i romana, com un cementeri precristià i la tomba del poeta alemany August von Platen.